# Zurajiden
De Zurajiden (بنو زريع, Banū Zuraiʿ) waren een Jemenitische dynastie gevestigd in Jemen in de tijd tussen 1083 en 1174. Het centrum van haar macht was Aden. De Zurajiden ondergingen hetzelfde lot als de Hamdanidische sultans, de Sulaymaniden en de Mahdiden, toen hun land werd ingenomen door de Ajjoebiden, en zij zelf werden geëxecuteerd. Ze waren een sjiitische Ismaïlieten-dynastie die de Fatimidische kaliefen in Egypte volgde. Ze waren ook Hafizi-Ismaïlieten in tegenstelling tot de Taiyabi-Ismaïlieten.

## De Sulayhiden-verbinding
De Zurajidendynastie had een sterke band met de Sulayhiden, te beginnen met de gemeenschappelijke oorsprong van Ismaili Hamdani, vazalschap en uiteindelijk gemengde huwelijken met de laatste Sulyahidenkoningin. 

### Ismaili Hamdani gemeenschappelijke oorsprong
Zowel de Sulayhiden- als de Zurajidendynastie werd gesticht door Ismaili Hamdani, die het ismaïlisme predikte met de steun van het Fatimidenkalifaat (dat in die tijd Noord-Afrika, Sicilië en delen van de Levant omvatte). Ze waren ook tribaal verbonden met Hamdan en concurreerden met de soennitische Himyaritische dynastieën en de opkomende zaydi-staat in Sa'ada. Deze Ismaili-connectie leidde uiteindelijk tot de ondergang van de Hamdani Ismaïlieten-dynastieën, aangezien ze werden vervangen door de Soennitische en zaydi-dynastieën, waardoor de Hamdan-clans werden gedwongen zich te bekeren tot zaydi- of soennitische sekten, met uitzondering van de enclaves Haraz en Najran Ismaïlieten. 

### Vazallen van de Sulayhiden
Over de geschiedenis van de dynastie bestaat weinig informatie. Wat we weten is grotendeels afkomstig uit de twaalfde-eeuwse kroniek van 'Umara, die persoonlijke contacten had met de laatste prinsen. Volgens zijn verslag onderwierp de Sulayhidenheerser Ali al-Sulayhi de belangrijke haven Aden die in 1062 werd geregeerd door de Banu Ma'n. Deze familie heerste ook in Lahij, Abyan, Shihr en Hadramawt . De Himyaritenclan van Banu Ma'n verklaarde na de dood van Ali zijn onafhankelijkheid. Ali's zoon Al-Mukarram Ahmad nam echter onmiddellijk Aden in bezit en maakte een einde aan de heerschappij van de familie. In plaats daarvan werden twee broers genaamd Al-Abbas en Al-Msaod, zonen van Al-Karam, opgeroepen. De broers werden in 1083 aan de macht gesteld en deelden de regeringszaken onder elkaar. Al-Abbas woonde in Ta'kar en zorgde voor de handel met het binnenland, terwijl Al-Msaod in het kasteel al-Khadra woonde en de scheepvaart verzorgde. Elk jaar werden ongeveer 100.000 dinars als eerbetoon aan al-Mukarram betaald. 

### Huwelijk en het absorberen van de Sulayhidendynastie
Na de controle over het kustgebied van Zuid-Arabië (Taiz tot Dhofar) te hebben overgenomen, trouwde koning Muhammad bin Saba met de laatste Sulayhidenkoningin Arwa Al-Sughra en erfde daardoor de overgebleven bezittingen van Sulayhiden. De dynastie werd beëindigd door de Ajjoebidenexpansie. 

## Regering in Aden & Lahj
Al-Abbas stierf in 1084. Zijn zoon Zuray, die de dynastie zijn naam gaf, regeerde samen met zijn oom Al-Msaod. Ze namen deel aan de campagne van de Sulayhidenleider al-Mufaddal tegen de Najahidenhoofdstad Zabid en werden beiden gedood tijdens het beleg (1110). Hun respectieve zonen hielden op hulde te brengen aan de Sulayhidenkoningin Arwa al-Sulayhi. Ze werden verslagen door een Sulayhidenexpeditie, maar koningin Arwa stemde ermee in het eerbetoon met de helft te verminderen, tot 50.000 dinar per jaar. De Zurajiden betaalden opnieuw niet en werden opnieuw gedwongen toe te geven aan de macht van de Sulayhiden, maar deze keer werd het jaarlijkse eerbetoon van de inkomsten van Aden teruggebracht tot 25.000. Later stopten ze zelfs dat te betalen, aangezien de macht van Sulayhiden aan het afnemen was. Na 1110 leidden de Zurajiden dus een meer dan 60 jaar durende onafhankelijke heerschappij in de stad, ondersteund door de internationale handel. De kronieken noemen luxegoederen zoals textiel, parfum en porselein, afkomstig uit plaatsen als Noord-Afrika, Egypte, Irak, Oman, Kirman en China. Na het overlijden van koningin Arwa al-Sulayhi in 1138, hielden de Fatimiden in Caïro een vertegenwoordiging in Aden, waardoor de Zurajiden nog meer aanzien kregen.

## De twee dynastieën
De afstammelingen van de broers Al-Abbās en Al-Msaod leefden in hevige rivaliteit met elkaar. Daardoor verschoven de machtsconstellaties vaak. De twee facties ontmoetten elkaar in een openlijke oorlog in 1138. Ali bin Abi Al-Gharat bin Al-Msaod factie werd verslagen door zijn bloedverwant Saba bin Abi Saud en werd uit Aden verdreven. Ali zou later worden gedood in de slag om Za'za 'in Lahij in 1150, waardoor ze uit Lahij werden verdreven. De zonen van de overwinnaar Saba hadden eveneens ruzie, maar de rivaliteit motiveerde ook ambities voor uitbreiding. 

## Uitbreidingen door Zurajiden
Na de nederlaag van de Al-Msaod-tak strekte de Zurajidenmachtssfeer zich uit van Taiz tot Dhofar. Een decennium later kocht de heerser Muhammad bin Saba een aantal belangrijke Sulayhidenforten en -steden en trouwde met de laatste Sulayhidenkoningin die effectief alle Sulayhidenbezittingen erfde. Onder deze waren Dhū Jibla, al-Takar, Ibb en Ḥabb. Muhammad bin Saba stierf in 1153, en zijn zoon en opvolger Imran in 1166. Beiden werden door hun tijdgenoot 'Umara geprezen als bekwame en minnelijke heersers. Imran liet drie kleine zoons achter. De zaken werden voortaan geregeld door de wazir Yāsir bin Bilāl, zoon van een vrijgelatene, die werd gekarakteriseerd als moedig, deugdzaam en genereus. 

## Mahdiden en Ajjoebiden
Een nieuwe soennitische dynastie in Zabid, de Mahdiden, belegerde Aden in 1164. In het licht van de acute dreiging zochten de Zurajiden hulp bij de Hamdanidensultan van San'a. Samen waren ze in staat om de Mahdidenheerser Abd an-Nabi in 1173 volledig te verslaan. Onmiddellijk na deze gebeurtenissen werd echter een Ajjoebidenexpeditie onder prins Turan Shah uitgezonden tegen Zuid-Arabië. Toen de Ajjoebiden op 22 juni 1174 Aden veroverden, kwam er een einde aan de heerschappij van de Zurajiden. Yāsir bin Bilāl, die nog steeds de staatszaken bijwoonde, vluchtte de stad uit maar werd verraden en overgedragen aan Turan Shah die hem in 1175 executeerde.

## Het einde van de Zurajiden dynastie
Tijdens de eerste twee decennia van de heerschappij van de Ajjoebiden dook de Zurajideninvloed (overblijfselen van de Zurayid-Sulayhid dynastieën) op in de enclaves van de hooglanden, totdat ook deze uiteindelijk in 1193 werd onderdrukt met de overgave van het Damloa-kasteel in het zuidwesten van Jemen. 

## Lijst van heersers
Al-Msaod lijn
- Al-Msaod bin Al-Karam Al-Zurayi (1083-1110)
- Abi Al-Gharat bin Al-Msaod (1110-? )
- Muhammad bin Abi Al-Gharat bin Al-Msaod (? -? )
- Ali bin Muhammad bin Abi Al-Gharat bin Al-Msaod (? -1150)

Al-Abbas-lijn
- Al-Abbas bin Al-Karam Al-Zurayi (1083-1084)
- Zuray bin Al-Abbas (1084-1110)
- Abi Saud bin Zuray (1110-? )
- Saba bin Abi Saud bin Zuray (? -1138)
- Ali Al-A'azz bin Saba (1138-1139)
- Muhammad bin Saba (1139-1153) "uitbreiding naar Centraal-Jemen"
- Imran Muhammad bin Saba (1153-1166)
- Muhammad bin Imran Muhammad bin Saba (1166-1174)
- Abi Saud bin Imran Muhammad bin Saba (1166-1174)